# Partícula puntual
En física, una partícula puntual és un objecte idealitzat que no té volum i constitueix una aproximació adequada per a qualsevol objecte real les dimensions del qual siguin irrellevants en la situació o problema considerat. És habitual simplificar els objectes com a partícules puntuals quan les seves dimensions són molt petites comparades amb les distàncies entre ells; per exemple, en una primera aproximació per a calcular el moviment dels planetes al voltant del Sol, és factible considerar-los partícules puntuals, ja que el seu volum és extremadament petit comparat amb les distàncies implicades.
En física de partícules, el marc teòric de la qual és una teoria quàntica de camps, «partícula puntual» és pràcticament sinònim de «partícula elemental», ja que aquestes serien, a tots els efectes, partícules realment puntuals, no només idealitzadament. En aquest sentit, segons el model estàndard de física de partícules, els quarks i els leptons són partícules puntuals.